# فرانك ألكسندر مونتجومري
فرانك ألكسندر مونتجومري (بالإنجليزية: Frank A. Montgomery) (مواليد 07 يناير 1830 - الوفاة 16 ديسمبر 1903) سياسي أمريكي ومؤرخ لفترة ما بعد الحرب.